# Като Томосабуро
Віконт Като Томосабуро (яп. 加藤 友三郎; 22 лютого 1861, Хіросіма — 24 серпня 1923, Токіо) — японський військовий і державний діяч, 21-й прем'єр-міністр Японії.

## Біографія
Като Томосабуро народився в 1861 році в самурайської сім'ї. У 1873 році вступив до військової академії Імперського флоту в Токіо. У 1880 році разом з 30 іншими кадетами завершив навчання і отримав звання мічмана.
У 1883 році після 2,5 років походів на кораблях підвищений до молодшого лейтенанта. У 1884–1886 роках він повертається до академії і вивчає теорію навігації і морської артилерії, в результаті отримавши звання лейтенанта і призначення на «Цукуба». У 1890 Като служив артилерійським офіцером на крейсері «Такатіхо», а в 1891–1893 на новітньому «Йосіно». Під час війни з Китаєм займав штабні посади в Морському міністерстві, отримавши підвищення до капітана 3-го рангу.
Наприкінці 1897 Като отримав звання капітана 2-го рангу і був призначений старшим офіцером броненосця «Ясіма», а менш ніж через рік — капітаном авізо «Цукусі». З середини 1899 року перебував на штабній роботі в міністерстві, отримавши підвищення до капітана 1-го рангу.
Наприкінці 1903 Като був призначений начальником штабу адмірала Того, і цю посаду обіймав весь час війни з Росією. У вересні 1904 йому був присвоєно звання контр-адмірала, а в травні 1905 він перебував на борту флагманського броненосця «Мікаса» в Цусімській битві.
Після закінчення війни Като обіймав посаду заступника морського міністра. У 1908 році йому було присвоєно звання віце-адмірала.
У серпні 1915 року Като призначили морським міністром (з присвоєнням слідом за цим звання повного адмірала). На цій посаді він перебував майже 8 років із перервами, що є одним із найдовших періодів в історії міністерства. При ньому були розроблені і прийняті суднобудівні програми 8+4, 8+6 і 8+8, що дозволили японському флоту вийти на провідні позиції у світі.
З вересня 1921 до березня 1922 Като у складі японської делегації перебував у США, беручи участь у роботі Вашингтонській конференції.
Незабаром після повернення з Вашингтона він був призначений прем'єр-міністром. Зібраний ним кабінет складався переважно з членів Палати перів парламенту, непопулярних в армійському середовищі. Його діяльність у 1922–1923 роках була пов'язана головним чином з реалізацією підписаних у Вашингтоні угод, а саме обробленням недобудованих військових кораблів, висновком японських військ з Шаньдунського півострова і з Радянської Росії. Пізніше у Като був виявлений рак товстої кишки на останній стадії, від якого він і помер 24 серпня 1923 в Токіо.
Посмертно йому було присвоєно звання маршала флоту, титул віконта і найстарший з японських орденів — Вищий орден Хризантеми. Його смерть за тиждень до Великого землетрусу Канто призвела до того, що в цей важкий для країни час вона залишилася без голови уряду.
Похований Като на кладовищі Аояма в Токіо.